# Phá thai không an toàn

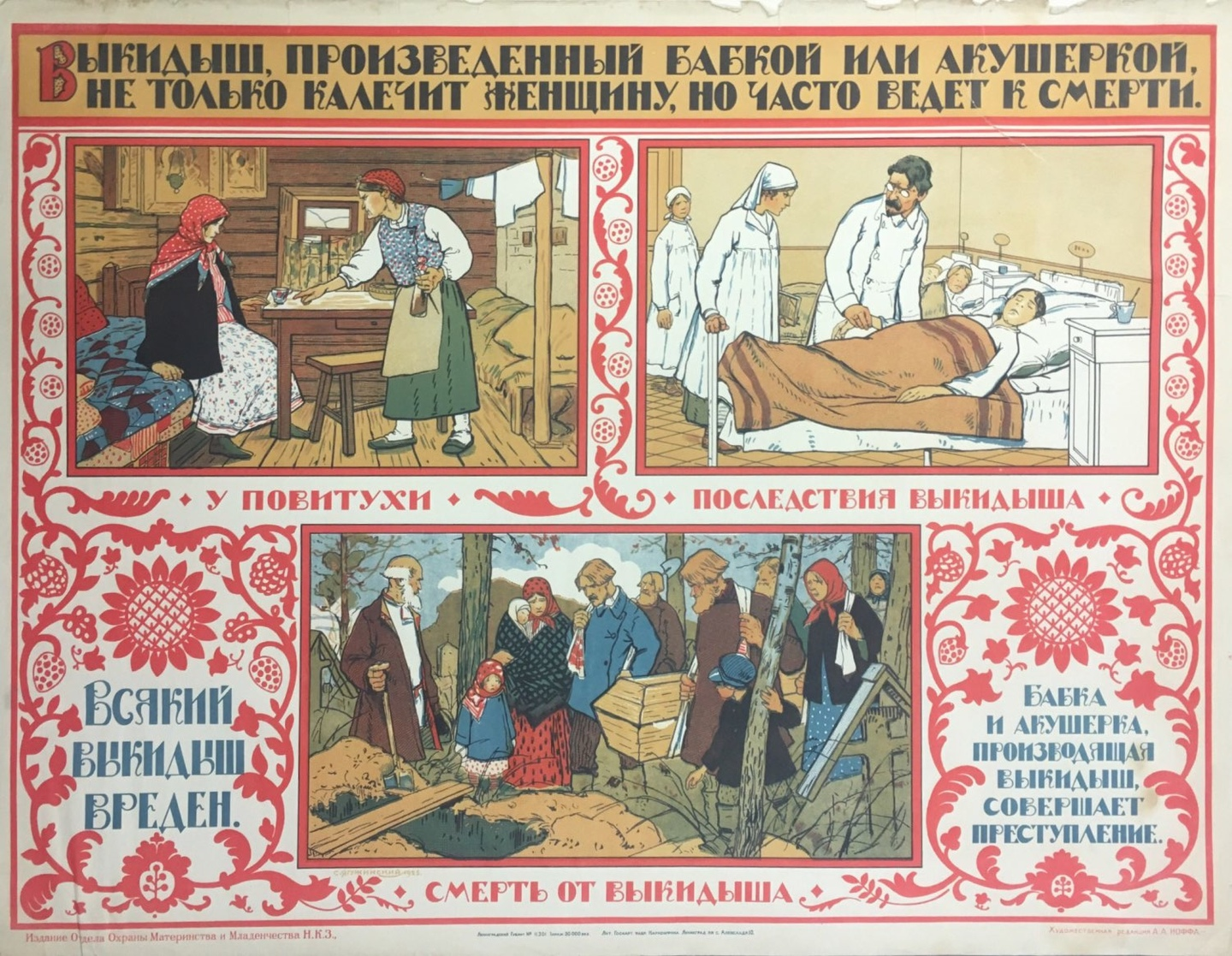
Áp phích Liên Xô khoảng năm 1925. Bản dịch tiêu đề: "Phá thai do bà hoặc các nữ hộ sinh tự học không chỉ khiến phụ nữ cảm thấy sợ hãi mà còn thường dẫn đến tử vong."

Phá thai không an toàn là việc chấm dứt thai kỳ do những người thiếu các kỹ năng cần thiết hoặc trong một môi trường thiếu các tiêu chuẩn y tế tối thiểu hoặc cả hai điều trên. Phá thai không an toàn là một thủ tục đe dọa đến tính mạng. Nó bao gồm phá thai tự gây ra, phá thai trong điều kiện mất vệ sinh và phá thai được thực hiện bởi một bác sĩ y khoa không cung cấp sự chú ý thích hợp sau phá thai. Khoảng 25 triệu ca phá thai không an toàn xảy ra mỗi năm, trong đó phần lớn xảy ra ở các nước đang phát triển.
Phá thai không an toàn dẫn đến các biến chứng cho khoảng 7 triệu phụ nữ mỗi năm. Phá thai không an toàn cũng là một trong những nguyên nhân hàng đầu gây tử vong khi mang thai và sinh nở (khoảng 5-13% tổng số ca tử vong trong giai đoạn này). Hầu hết các trường hợp phá thai không an toàn xảy ra khi phá thai là bất hợp pháp, hoặc ở các nước đang phát triển nơi mà các bác sĩ y khoa được đào tạo tốt và có giá cả không có sẵn, hoặc không có biện pháp tránh thai hiện đại.
Bất chấp sự khẳng định của một số người phản đối việc phá thai, phá thai không an toàn đã và là một cuộc khủng hoảng sức khỏe cộng đồng. Cụ thể hơn, thiếu khả năng tiếp cận phá thai an toàn là một nguy cơ sức khỏe cộng đồng. Luật càng hạn chế, tỷ lệ tử vong và các biến chứng khác càng cao.